# Аргентино-німецькі відносини

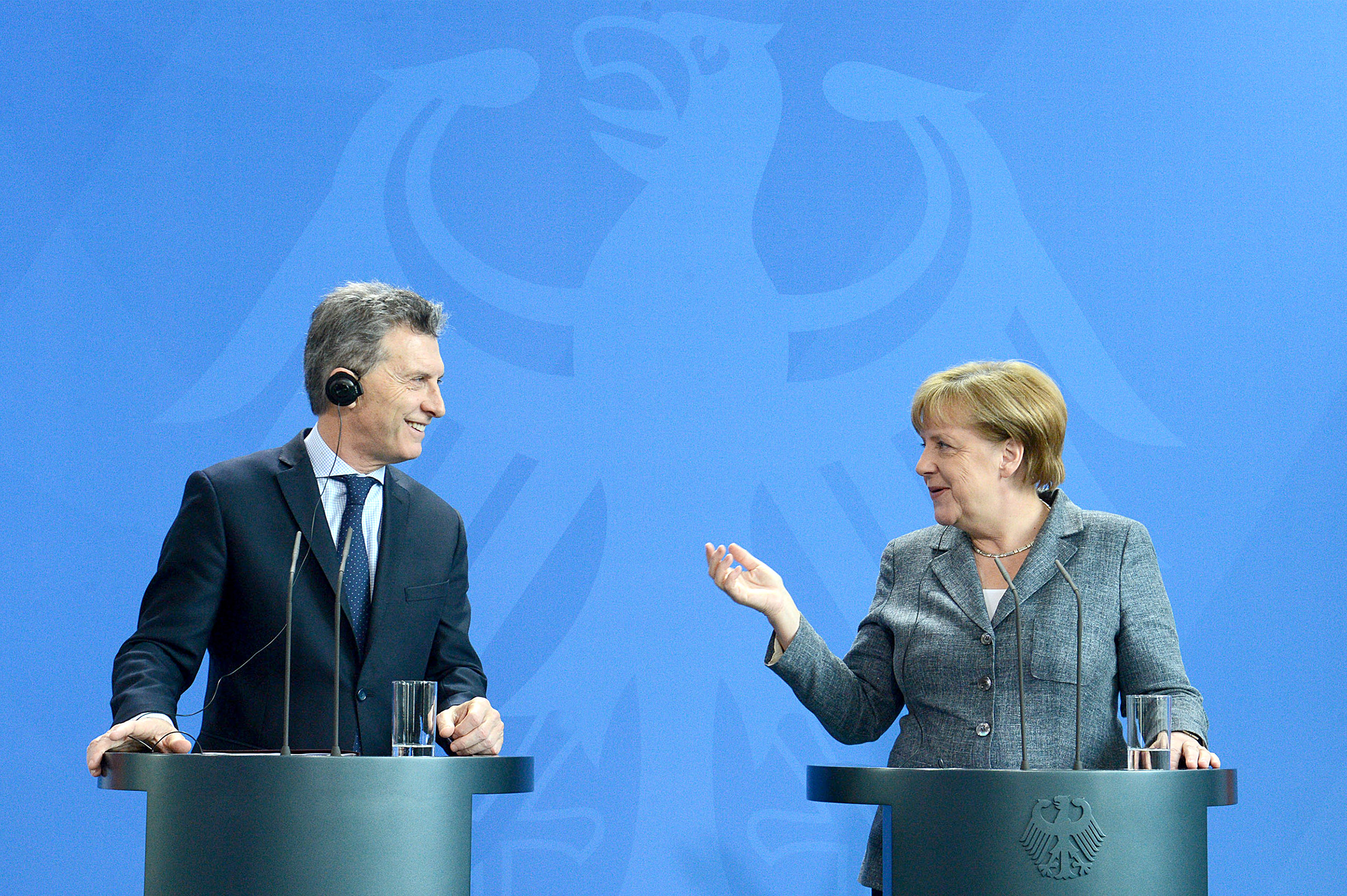
Президент Аргентини Маурісіо Макрі з канцлером Німеччини Ангелою Меркель у Берліні, липень 2016

Аргентина-німецькі відносини є міжнародними відносинами між Аргентиною і Німеччиною. Вперше дипломатичні відносини Аргентини були встановлені з Вільним містом-державою — Гамбург у 1829 році. Перший посол Німеччини прибув до Аргентини 7 травня 1871 року.
Німецька діаспора в Аргентині є другою за розміром в Латинській Америці після Бразилії. Понад 3 мільйони аргентинців мають німецьке походження.
Німці здійснили великий вплив на систему освіти Аргентини. В країні відкрили багато німецьких шкіл. Крім того, аргентинська армія планувала набрати велику кількість німецьких вчених та техніків для розвитку промисловості. Багато німецьких підприємців і професіоналів вважають, що Аргентина індустріалізована і її промисловість можна було б краще спеціалізувати завдяки тіснішим зв'язкам з німецькими технологіями.
Діаспорою було створено газети німецькою мовою, як-от Argentinisches Tageblatt, що означає «Аргентинська газета», яка є відомою і видається донині.
Посол Німеччини в Аргентині — Юрген Крістіан Мертенс, а посол Аргентини в Німеччині — Педро Вільягра Дельгадо.

## Відносини

### 1870—1939
Торгівля між Німеччиною та Аргентиною розвивалася з часів Об'єднання Німеччини 1871 року.
Під час Першої світової війни Німеччина як і інші основні найсильніші держави використовувала пропаганду, щоб отримати підтримку населення в Аргентині. Використовуючи щоденну газету La Unión, вони намагалися протидіяти настроям союзників, які панували в громадській думці через демографічні, економічні, культурні та інформаційні фактори. Цим їм вдалося мотивувати німецьку громаду, але завдяки британському контролю над Атлантичним океаном аргентинці в економічних відносинах надавали перевагу союзникам.
Престиж Німеччини та німецької культури в Аргентині залишалися високими після Першої світової війни, але не відновилися до довоєнного рівня.

### Друга Світова війна

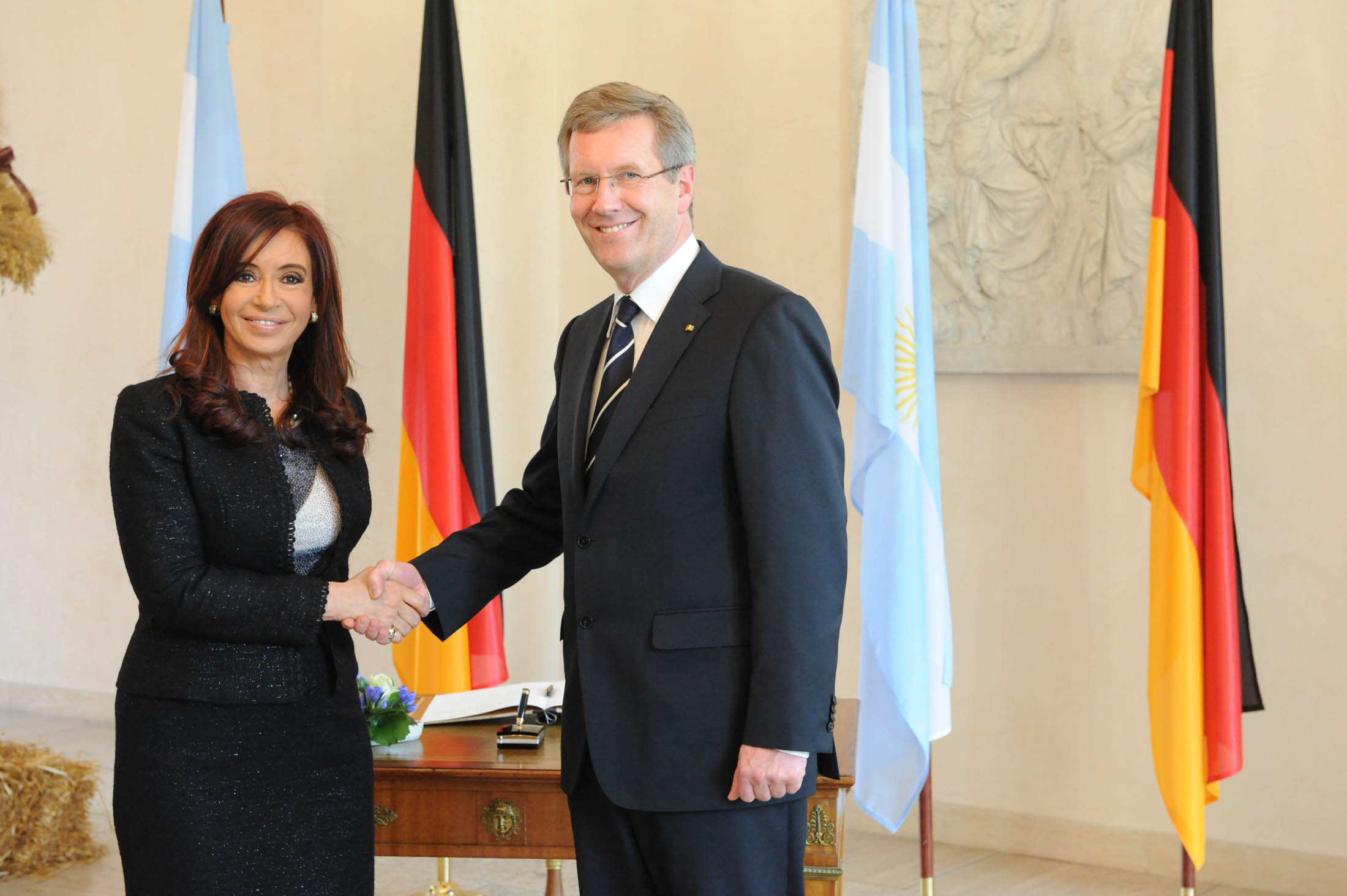
Колишній президент Крістіна Фернандес де Кірхнер та колишній президент Німеччини Крістіан Вульф.

До початку Другої світової війни в Аргентині була значна кількість етнічно німецького населення. Однією з областей, де вони були особливо помітними, була провінція Місьйонес в північно-східній Аргентині, що межує з Парагваєм та Бразилією. За підрахунками, до початку 1940-х років у Місьйонесі було близько 10 000 етнічних німців, при загальній чисельності населення провінції 190 000. З піднесенням нацизму в Німеччині нацистські агенти розпочали активну пропагандистську роботу серед етнічних німців, які жили в Аргентині, а організовані нацистами збори, відбулися ще в 1933 році. Пронацистсько-німецька атмосфера в деяких невеликих, переважно німецьких громадах північного сходу була настільки напружена під час Другої світової війни, що деякі аргентинські чиновники, які відвідували такі міста, повідомляли, що навряд чи можуть відчувати себе як в Аргентині. Нацисти були рішуче проти місцевих польсько-аргентинців, а також антинацистської німецько-єврейської меншини. Аргентина залишалася нейтральною протягом усієї Другої світової війни, оголосивши війну Німеччині лише перед її капітуляцією. Після війни Аргентина була найбільш бажаним місцем для німецьких емігрантів середнього та вищого класу поруч зі Швейцарією. Багато хто повернувся після падіння Перона. Однак німці традиційно вважають, що мають особливі відносини з Аргентиною та Чилі. Ці дві країни підтримують непохитний стан дружби як у добрі, так і в погані часи.

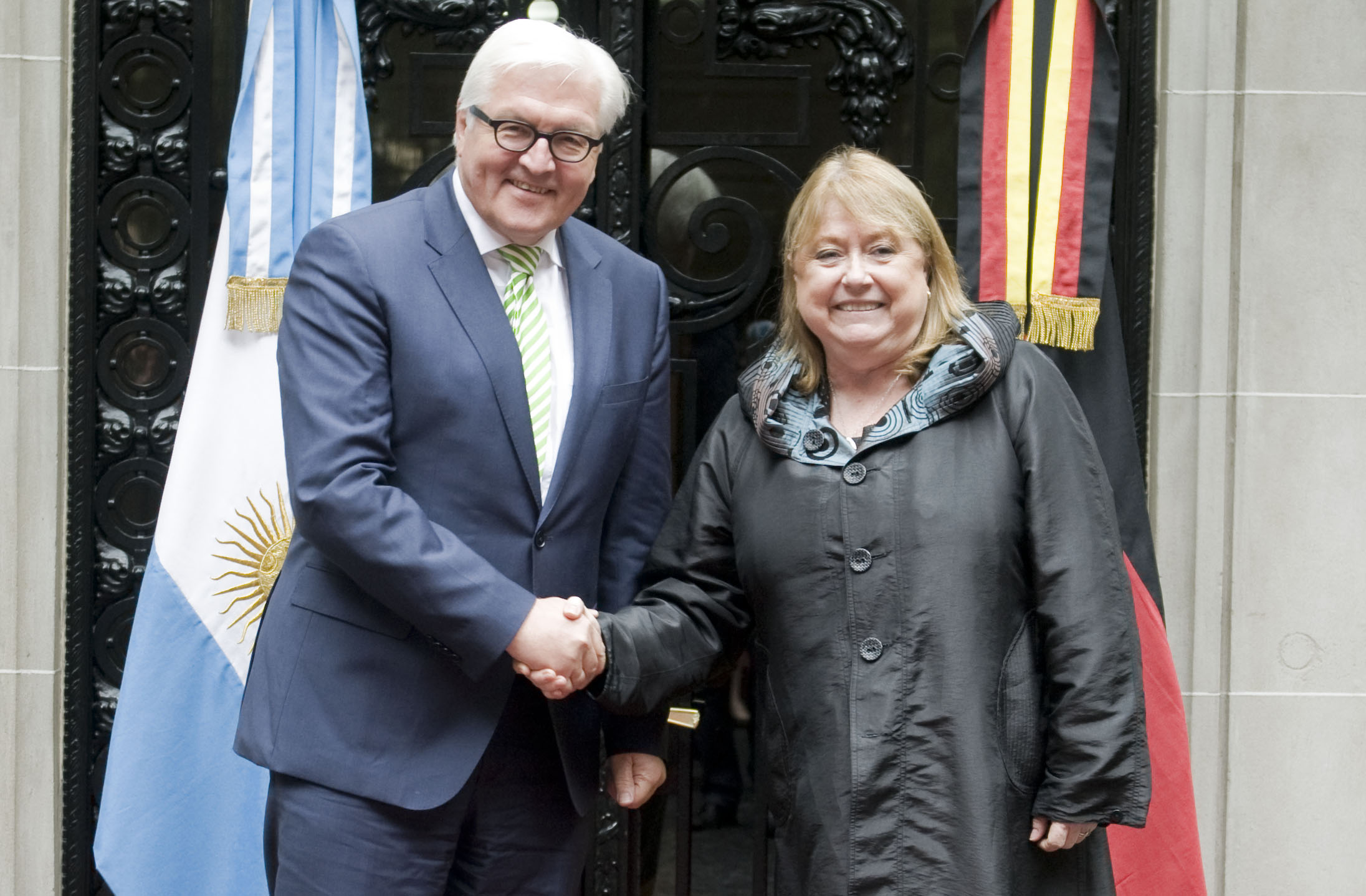
Сусана Малькора, міністр закордонних справ Аргентини з Франком-Вальтером Штайнмаєром, міністром закордонних справ Німеччини в Буенос-Айресі.

За президента Хуана Перона після 1945 року деякі нацистські чиновники емігрували до Південної Америки, щоб уникнути притягнення до відповідальності. Серед тих, хто жив в Аргентині, були Адольф Ейхман, Йозеф Менгеле, Аріберт Гайм, Едуард Рошманн і Людольф «Бубі» фон Альвенслебен .

### З 1960 року
Під час тимчасової аргентинської окупації Фолклендських (Мальвінських) островів у 1982 році Аргентина була готова вивести свої війська, якщо вони могли бути замінені «нейтральними». Їх пропозиція полягала в тому, що США могли представляти Британію, тоді як Німеччина — Аргентину.
У 2007 році Німеччина з 5 % обсягу була четвертим за величиною партнером по імпорту в Аргентині після Бразилії, США та Китаю.

### Дипломатичні місії
Аргентина має посольство в Берліні та Генеральне консульство у Франкфурті та Гамбурзі . Німеччина має посольство в Буенос-Айресі та 11 почесних консульств, в Барілоче, Кордові, Ельдорадо, Мар-дель-Платі, Мендосі, Посадасі, Сальті, Санта-Фе, Тукумані та Ушуаї .

## Культурні відносини

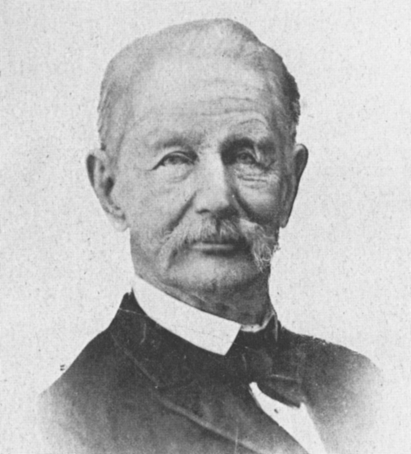
Герман Бурмайстер відомий аргентино-німецький натураліст, палеонтолог і зоолог, засновник Національної академії наук Аргентини.

Відомі німецько-аргентинські вчені, архітектори, художник, музиканти та письменники:
- Карлос Берг, натураліст і ентомолог.
- Сильвіо Гезель, економіст-теоретик, громадський активіст.
- Йоганнес Франц Гартман, фізик і астроном. Був директором астрономічної обсерваторії Ла-Плата .
- Едуардо Ладіслао Хольмберг, природознавець та романіст.
- Алехандро Корн, лікар, психіатр, філософ, реформатор і політик.
- Отто Краузе, інженер та педагог.
- Федеріко Курц, ботанік.
- Пол Гюнтер Лоренц, ботанік.
- Рауль Пребіш, економіст, відомий своїми внесками в структурну економіку, таку як гіпотеза Пребіш-Зінгера, яка лягла в основу теорії економічної залежності.
- Карлос Сегерс, астроном. Кратер Сегери на Місяці названий його іменем.
- Фрідріх Шікенканц, вчений, який працював у галузях мінералогії, хімії, ботаніки, геології та метеорології.
- Альфред Вільгельм Стельцнер, геолог.
- Аннемарі Генріх, фотограф.
- Федеріко Луссенхофф, колишній футболіст.
- Марсело Бош, регбіст.
- Ліліана Гекер, письменниця.
- Себастьян Шпренг, візуальний художник і музичний журналіст.
- Натті Голлман, номінована на Нобелівську премію миру 2 березня 2009 року.
- Федеріко Стурценеггер, голова Центрального банку Аргентини .
- Маргарита Столбізер, політик.
- Френсіс Малманн, зірковий шеф-кухар .

### Архітектура

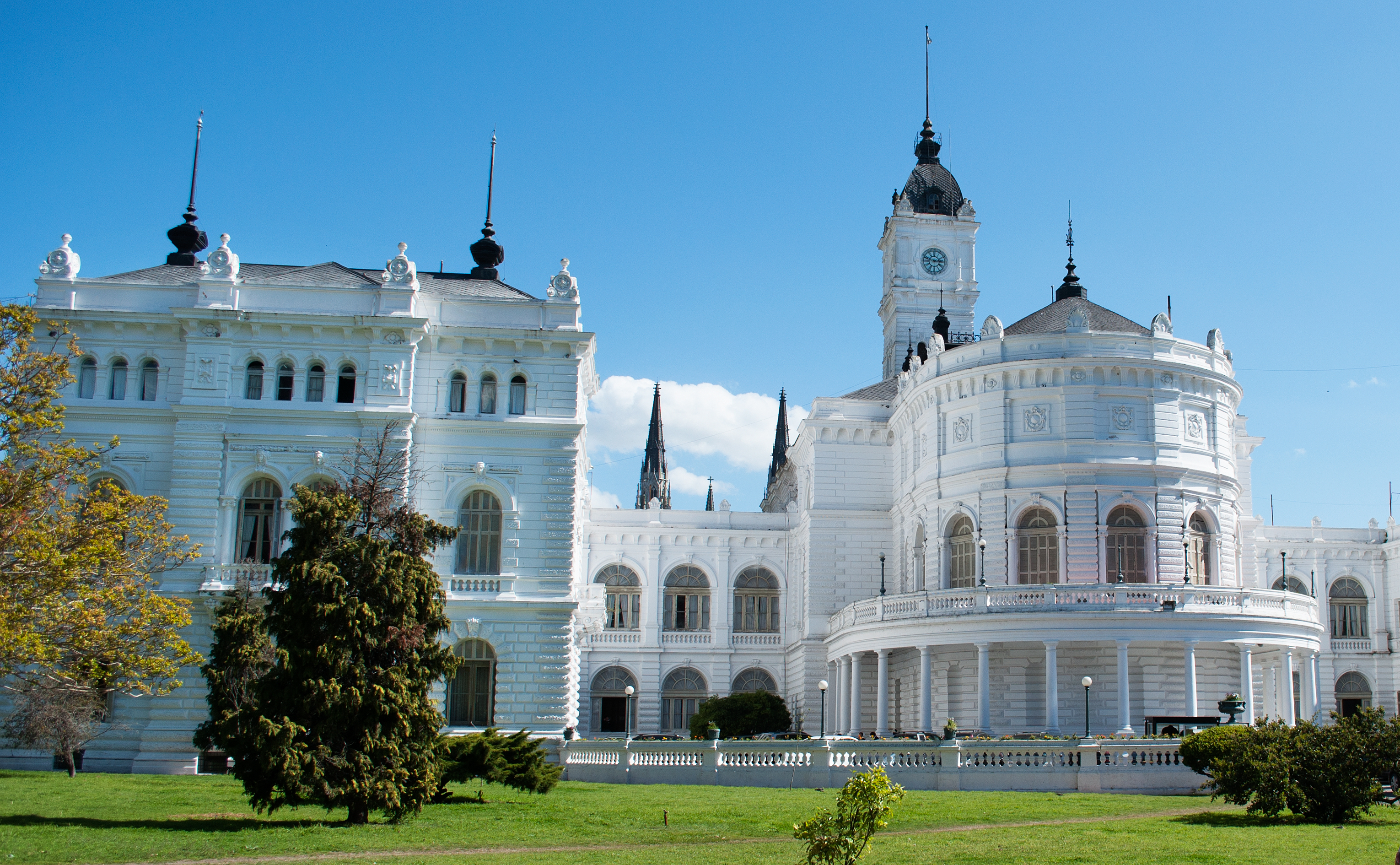
Ратуша Ла-Плати має еклектичний дизайн, в основі якого архітектура німецького Відродження.

Першими німецькими архітекторами в Аргентині були єзуїти, які оселилися на її теренах у 18 столітті. Наприклад, найстарішу церкву, що збереглася в Буенос-Айресі, церкву Сан-Ігнасіо, збудував німець Джон Краус (1664—1714), який прибув до країни у 1697 році. За єзуїтами пішло багато інженерів та німецьких архітекторів, які збудували велику кількість громадських споруд, порти, мости, храми, школи тощо.
Колишній Клінічний госпіталь ім. Хосе де Сан Мартіна університету Буенос-Айреса був розроблений німецьким архітектором Філіпом Шварцом, місто Ла-Плата окреслив німець Карлос Глейд. Будівлю законодавчої асамблеї Ла-Плати (1882) було спроектовано Густавом Гейне та Георгом Хагеманом (архітектори з Ганновера), щоб керувати будівництвом на місці в Аргентину прибув Карлос Нордманд. Муніципалітет міста був спроектований Уберто Штіром (архітектор з Ганновера). Фруктовий ринок Авельянеди (152 000 метрів квадратних), найбільший в світі, побудував німець Фернандо Муг, який згодом також проектував театр Одеон у Буенос-Айресі.
Палац юстиції в Ла-Платі був спроектований Адольфом Бюттнером, Музей образотворчих мистецтв Караффи в Кордові був побудований Хуаном Кронфус, а військові споруди Кампо-де-Майо були побудовані компанією Сіменс Бауюніон, як і будівництво штаб-квартири державної телефонної компанії (Буенос-Айрес). Пасаж Сіменс з виходом на Травневий проспект — це дизайн Ганса Гертлейна, тоді як лінія метро «А» (1913), Галерея ім. генерала Гуемеса (1915), Центральний поштамт (1915), Національний Колегіо де Буенос-Айрес (1918 р.), Вища школа торгівлі ім. Карлоса Пеллегріні, завод CADE та Обеліск Буенос-Айреса (1936 р.) — творіння німецької компанії GEOPÉ, керівником якої був німецький директор Джон Хартманн .

### Мова
Німецька мова посідає четверте місце після англійської, французької та італійської мов серед іноземних мов, які викладаються в аргентинських середніх школах, коледжах та університетах. І навпаки, майже половина німецького населення може добре розмовляти іспанською мовою. У Німеччині 3,2 % людей говорять іспанською мовою.

## Галерея

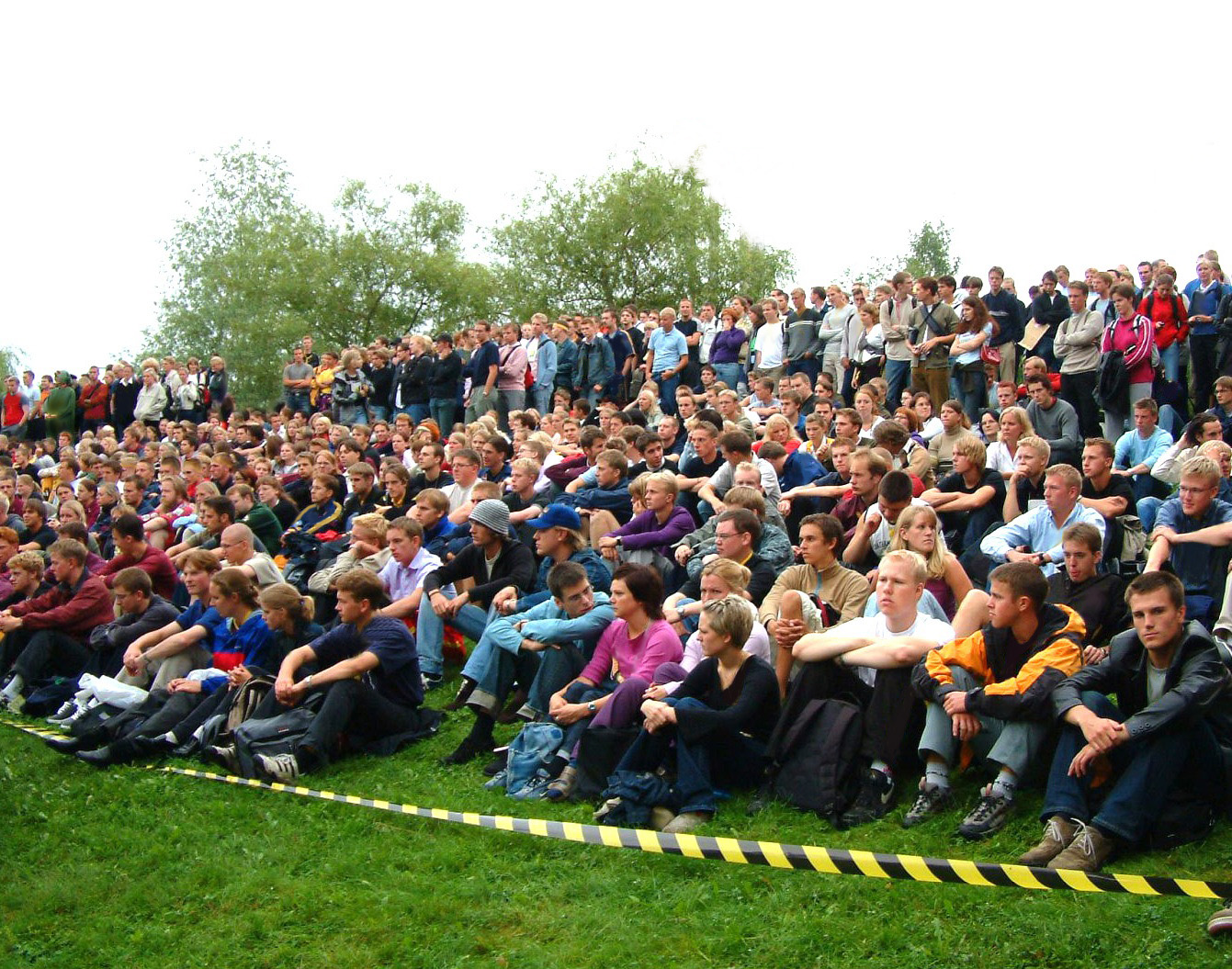
Збори німецької діаспори у м. Креспо (провінція Ентре-Ріос)
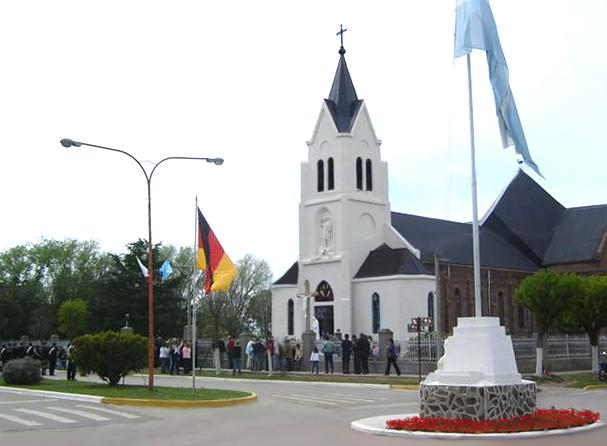
Церква Архангела Михаїла, побудована поволзькими німцями у провінції Буенос-Айрес
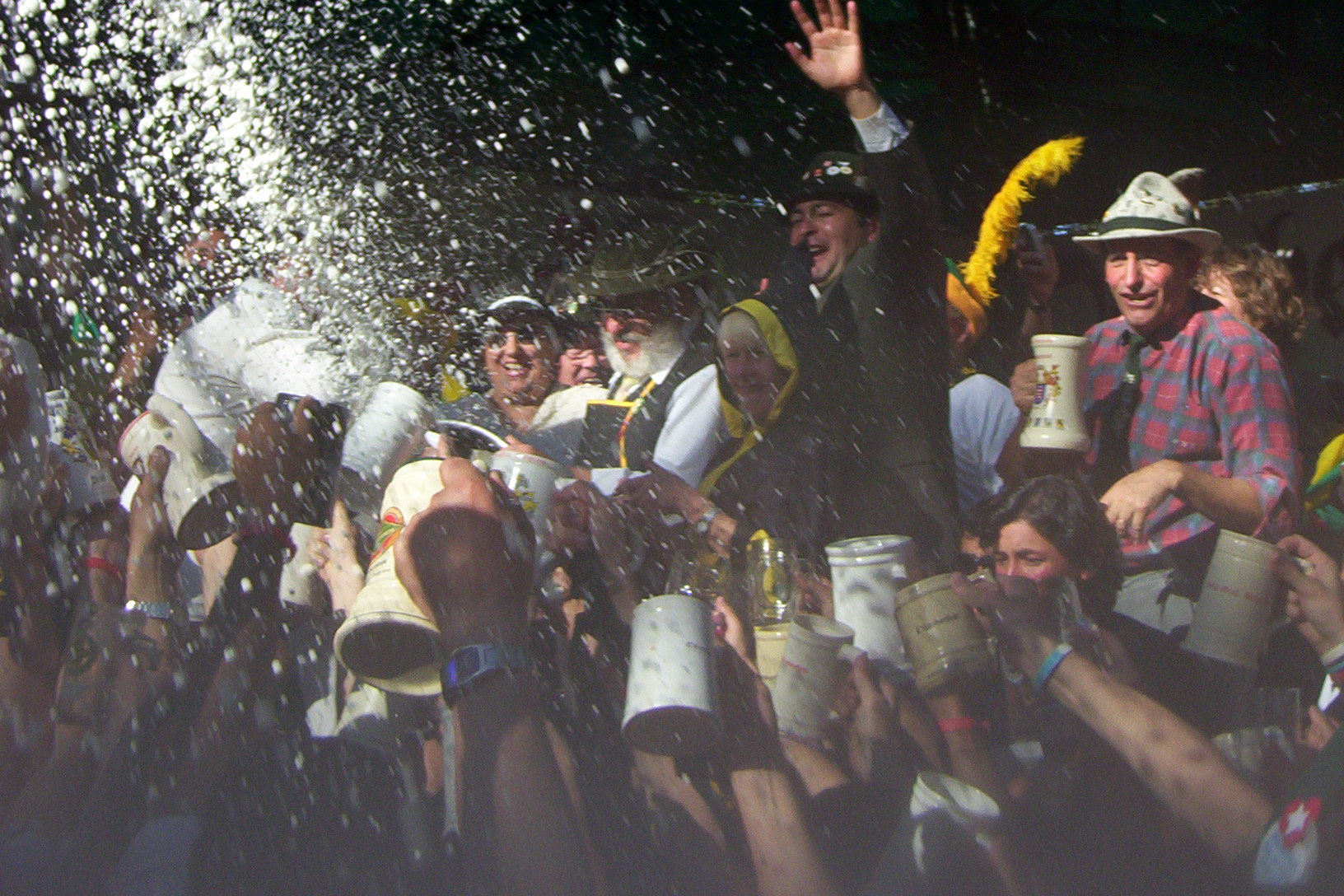
Святкування Октоберфесту у м. Вілья-Хенераль-Бельграно
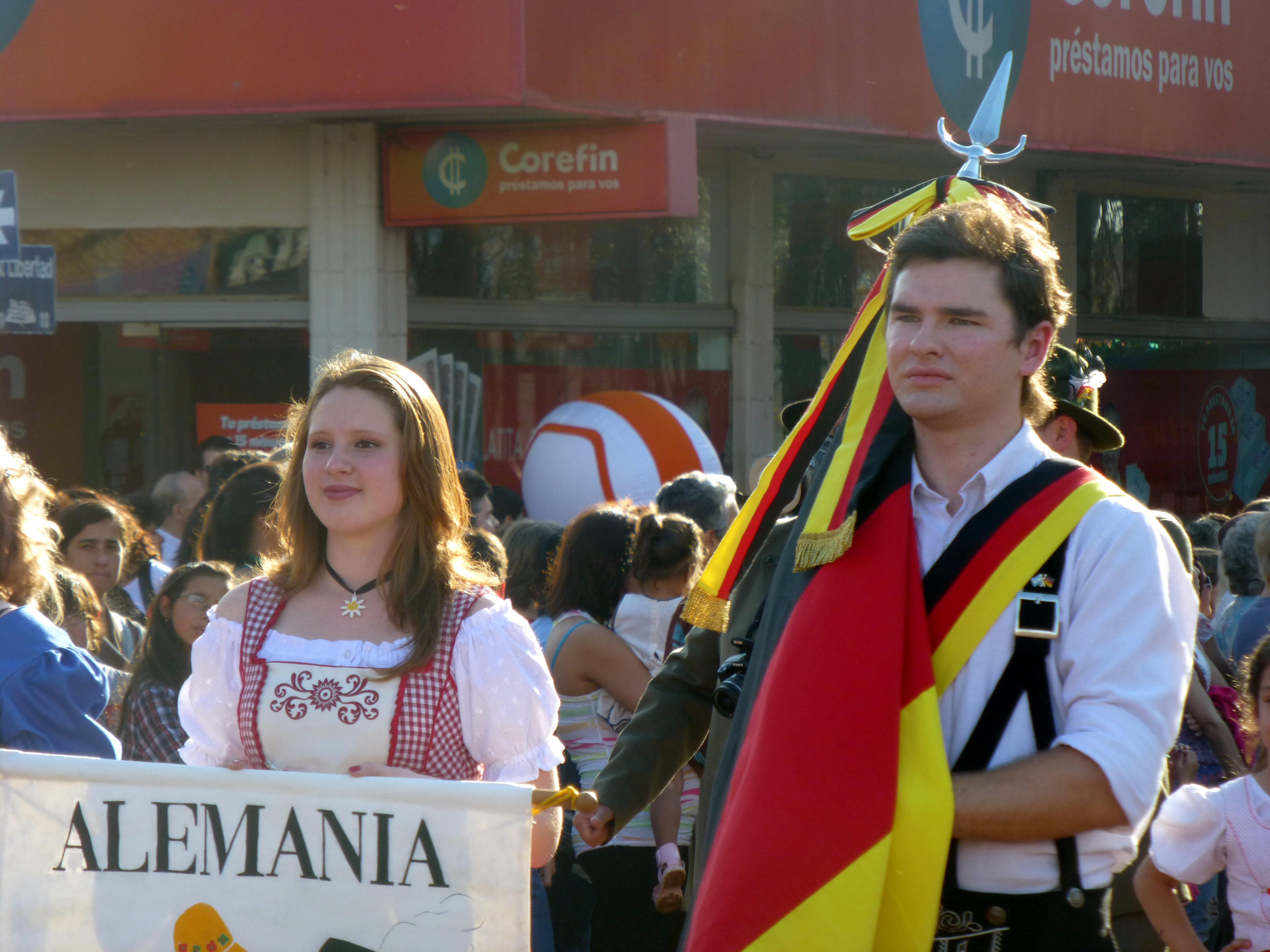
Аргентинці німецького походження на фестивалі іммігрантів[en] у м. Обера
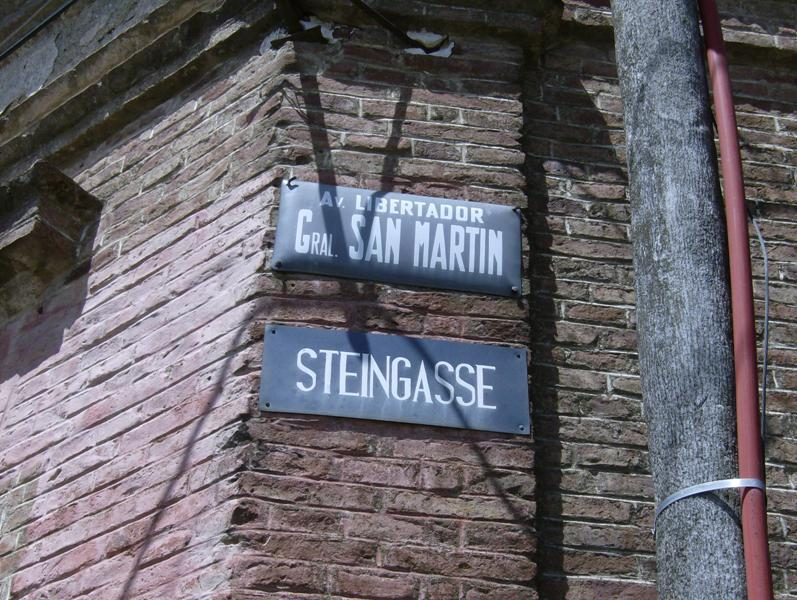
Двомовний знак у м. Коронель-Суарес[en] (колонія поволзьких німців)
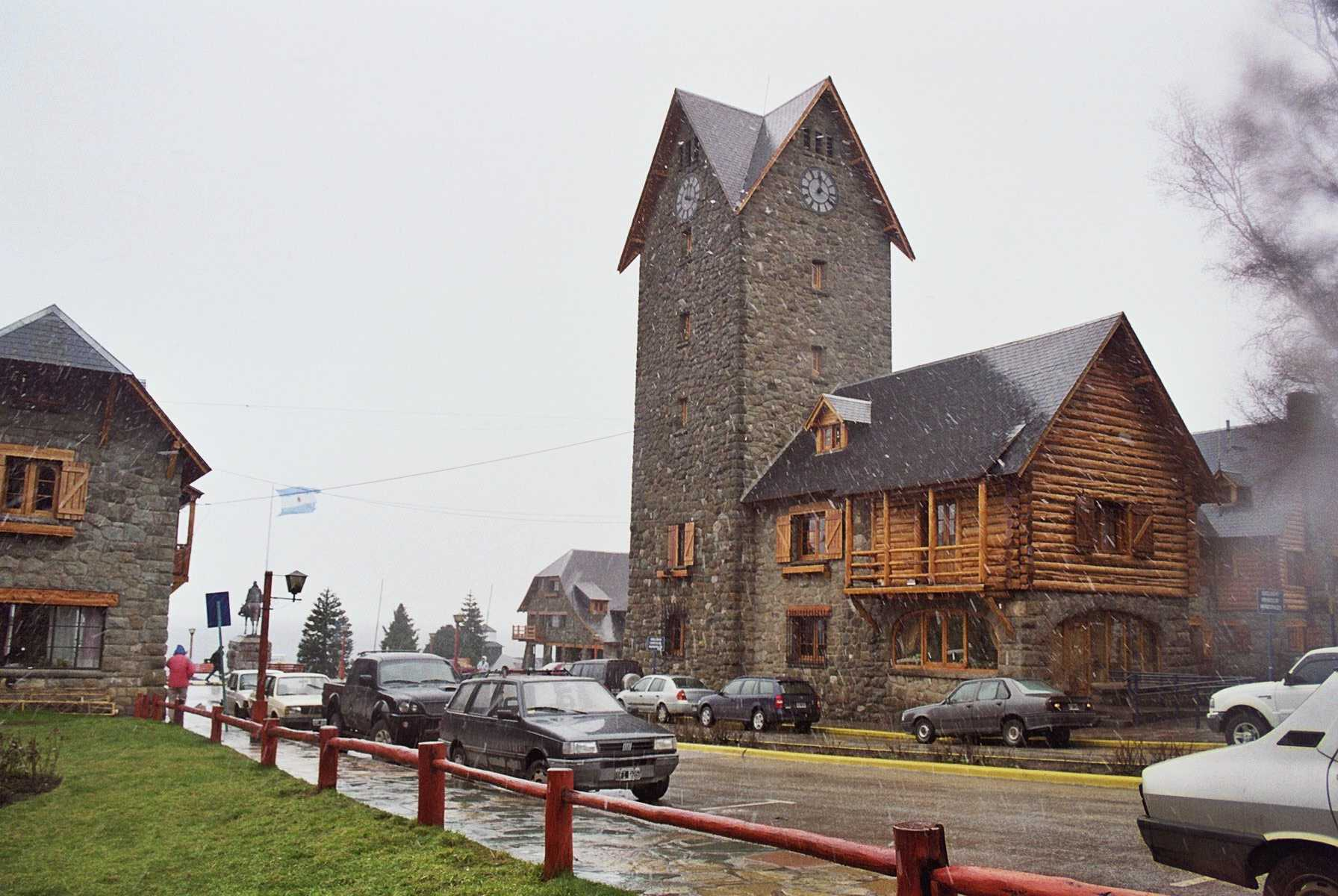
Німецький стиль в архітектурі м. Барілоче
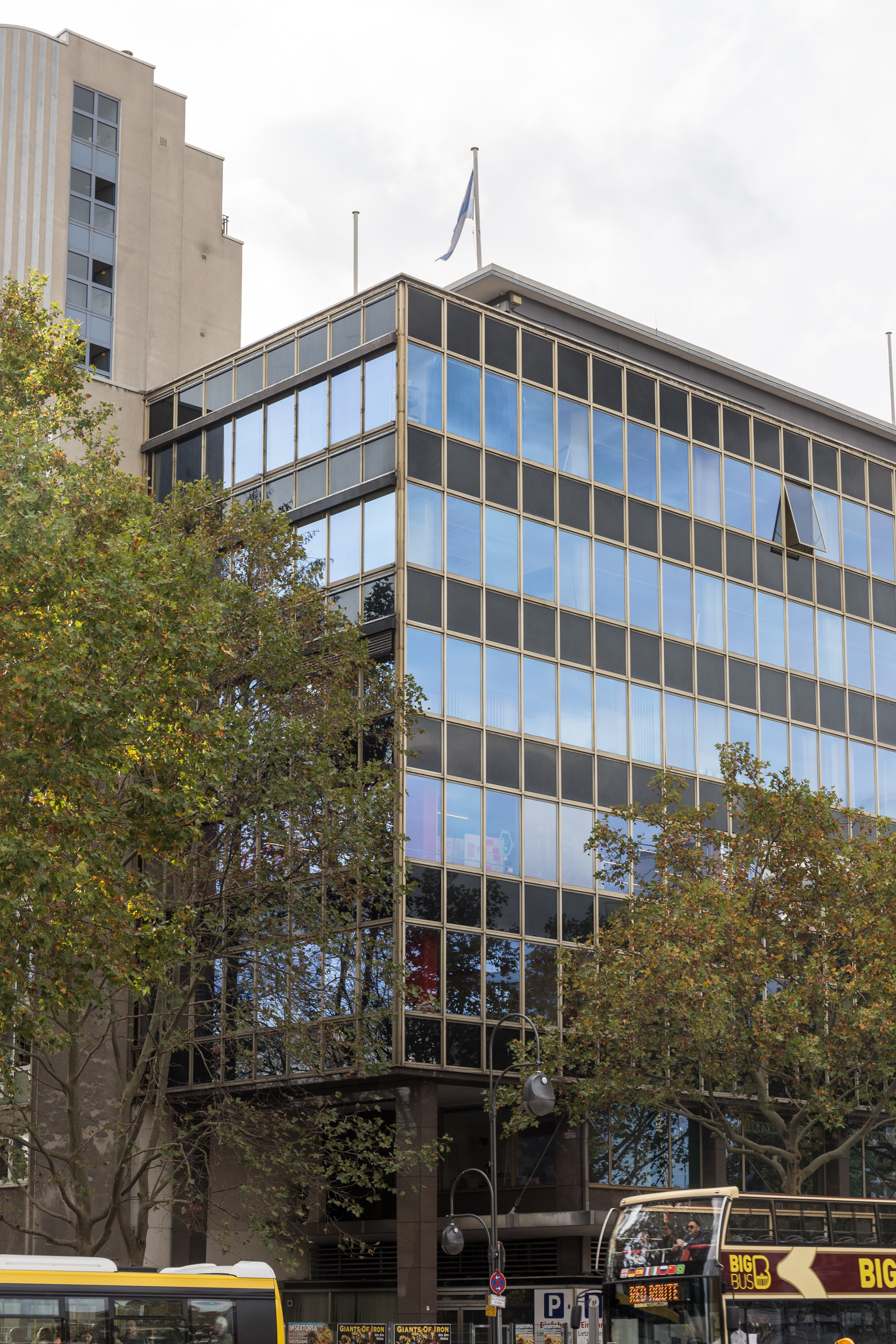
Посольство Аргентини у Берліні